# Pelenomus olssoni
Pelenomus olssoni är en skalbaggsart som först beskrevs av Olle Israelsson 1972.  Pelenomus olssoni ingår i släktet Pelenomus, och familjen vivlar. Enligt den svenska rödlistan är arten sårbar i Sverige. Arten förekommer i Götaland. Artens livsmiljö är våtmarker, jordbrukslandskap, stadsmiljö.